# Fuente de Austria
La Fuente de Austria (en alemán: Austriabrunnen) es una fuente en la Ciudad Vieja de Viena, la capital del país europeo de Austria, Se encuentra en el Freyung en el primer Distrito vienés de Innere Stadt .
Se trata de una fuente con un pilar blanco y duro de piedra imperial, que está coronado por una estatua. Aquí está representada Austria, con la lanza y el escudo en la mano. Existe una columna con cuatro alegorías de los cuatro grandes ríos del Imperio Habsburgo. Se trata de los ríos Danubio, el Elba, el Vístula y el Po, cada uno en diferentes mares el Mar del Norte, el Mar Negro, el Báltico y el Adriático y simbolizando la importancia del imperio de los Habsburgo en Europa.
La fuente es creación de escultor Ludwig Schwanthalerstraße quien la diseño en 1844.